# Capnella ramosa
Capnella ramosa är en korallart som beskrevs av S.F. Light 1913. Capnella ramosa ingår i släktet Capnella och familjen Nephtheidae. Inga underarter finns listade i Catalogue of Life.